# Ноди (ТВ серија из 1975)
Ноди је британска цртана серија, направљена по књигама Инид Блајтон о Нодију. У Србији и Црној Гори приказивала се на РТС-у и РТВ Пинк. Синхронизацију је радио студио Призор.